# Сокол Євген Іванович
Євге́н Іва́нович Со́кол (народився 14 лютого 1952, селище Кочеток, Харківська область) — український науковець, ректор Національного технічного університету «Харківський політехнічний інститут», член-кореспондент Національної академії наук України (2012), лауреат премії ім. С. О. Лебедєва НАН України, професор, доктор технічних наук, завідувач кафедри промислової та біомедичної електроніки НТУ «ХПІ».

## Життєпис
Сокол Євген Іванович народився 14 лютого 1952, у селищі Кочеток Чугуївського району Харківської області, у сім'ї службовця. У 1969 році закінчив з відзнакою середню школу і вступив до Харківського політехнічного інституту ім. В. І. Леніна на електромашинобудівний факультет за спеціальністю «Промислова електроніка». У 1975 році закінчив з відзнакою Харківський політехнічний інститут.

## Професійна діяльність
1975 — прийнятий на роботу, на посаду асистента кафедри промислової електроніки. Вступив до аспірантури ХПІ на денну форму навчання, науковий керівник — Віктор Тимофійович Долбня.
1979 — захистив кандидатську дисертацію на тему «Розробка та дослідження автономних інверторів з поліпшеними динамічними характеристиками» за спеціальністю 05.09.12 — «Електричні та напівпровідникові перетворювачі».
1980 — призначений на посаду старшого викладача кафедри промислової електроніки.
1984 — починає працювати заступником декана вечірнього факультету при Харківському тракторному заводі.
1985 — стає деканом заочного факультету ХПІ, отримує звання доцента кафедри промислової електроніки.
1986 — починає виконувати обов'язки завідувача кафедри промислової електроніки.
1989 — обраний завідувачем кафедри промислової електроніки (по теперішній час).
1994 — завершує роботу як декан заочного факультету, захистив докторську дисертацію на тему «Мікропроцесорне управління напівпровідниковими перетворювачами електричної енергії за обчислюваними прогнозами».
1998 — отримує звання професора.
2000 — стає проректором з навчальної роботи ХПІ.
2015 — обраний ректором Національного технічного університету «Харківський політехнічний інститут»

## Суспільна діяльність
Професор Є. І. Сокол проводить значну суспільно-наукову діяльність:
- член міжнародної радакційної ради наукового журналу: «Технічна електродинаміка» (Інститут електродинаміки НАН України)[3];
- відповідальний редактор збірника наукових праць "Вісник Національного технічного університету «ХПІ», тематична серія «Нові рішення у сучасних технологіях»[4];
- заступник голови міжнародної наукової конференції «Силова електроніка та енергоефективність» з 1993 року, засновником якої є Інститут електродинаміки НАН України та НТУ «ХПІ»[5];
- член багатьох програмних та організаційних комітетів науково-технічних національних та міжнародних конференцій і семінарів.

## Звання та нагороди
Євген Іванович Сокол є лауреатом ВДНГ СРСР (1985, 1991) та лауреатом Всеросійського виставкового центру (1995).
Отримав у 1992 році знак «Винахідник СРСР».
Лауреат премії ім. С. О. Лебедєва НАН України (2001).
Нагороджений почесною грамотою Кабінету міністрів України за вагомий особистий внесок у розвиток освіти і науки (2002).
Переможець конкурсу «Високий потенціал» (2004) наукової ради з комплексних проблем енергетики НАН України за розробку і впровадження перетворювачів частоти для синхронно-асинхронного приводу.
Переможець всеукраїнського конкурсу «Лідер паливно-енергетичного комплексу» у номінації «Науково-технічна розробка» (2005) за серію праць, присвячених розробці та впровадженню засобів поліпшення якості електричної енергії.
У 2012 році був обраний членом-кореспондентом Національної академії наук України.
Указом Президента України № 336/2016 від 19 серпня 2016 року нагороджений ювілейною медаллю «25 років незалежності України».
Лауреат державної премії з науки і техніки 2017 р. за роботу «Створення оборотних гідроагрегатів Дністровської ГАЕС для підвищення ефективності об'єднаної енергетичної системи України»

## Наукова діяльність
Є. І. Сокол є автором понад 300 наукових праць, у тому числі 5 монографій, має 30 авторських свідоцтв і патентів на винаходи, підготував 2 докторів та 15 кандидатів наук.
У наукових роботах проф. Сокола знайшли своє відображення досягнення різних аспектів розробки силових схем напівпровідникових перетворювачів електричної енергії, методів аналізу та синтезу алгоритмів керування мікропроцесорної техніки, особливостям роботи цих систем в різноманітних напрямках використання.
Особисто ним розроблені:
- методи аналізу і синтезу алгоритмів мікропроцесорного управління з відображенням на комплексну площину;
- пряме прогнозне мікропроцесорне управління в реальному масштабі часу пристроями силової електроніки з різними типами навантаження;
- новий метод і алгоритм функціональної діагностики та локалізації несправностей силової схеми і навантаження з глибиною до одного елемента в напівпровідникових перетворювачах частоти;
- інтервально-кодовий метод для моделювання перетворювачів електричної енергії та систем управління ними.

Вагомим науковим внеском проф. Сокола Є. І. є розробка єдиних фундаментальних підходів до синтезу алгоритмів прогнозного прямого мікропроцесорного управління різними типами пристроїв перетворювальної техніки, що працюють в реальному масштабі часу, зі статичними і динамічними навантаженнями.
Євген Іванович Сокол здійснює наукове керівництво госпдоговірними і держбюджетними науково-дослідними роботами за постановами ДКНТ України, МОН України, НАН України. Результати досліджень знайшли впровадження на підприємствах України та за її межами: НВО «ХЕМЗ» (м. Харків), Талліннський електротехнічний завод, УНК (м. Протвино, Росія), НВП «ЕОС» (м. Харків), «Львівводоканал» та інші.
Є. І. Сокол є головою спеціалізованої вченої ради Д 64.050.04 з захисту докторських дисертацій за спеціальностями 05.09.12 — «Напівпровідникові перетворювачі електроенергії» і 05.09.03 — «Електротехнічні комплекси та системи», бере активну участь у системі підготовки кадрів вищої кваліфікації.